# Harro Plander
Harro Hermann Plander (* 27. August 1938 in Hamburg; † 26. Dezember 2022 ebenda) war ein deutscher Rechtswissenschaftler und Hochschullehrer.

## Leben
Er studierte Rechtswissenschaften in Hamburg und München und promovierte 1969 über ein zivil- und gesellschaftsrechtliches Thema. Von 1975 bis 2003 lehrte er als Professor für Privat-, Arbeits- und Wirtschaftsrecht an der Universität der Bundeswehr Hamburg.
Harro Plander wurde auf dem Friedhof Ohlsdorf beigesetzt. Die Grabstätte liegt oberhalb des Prökelmoorteichs.

## Schriften (Auswahl)

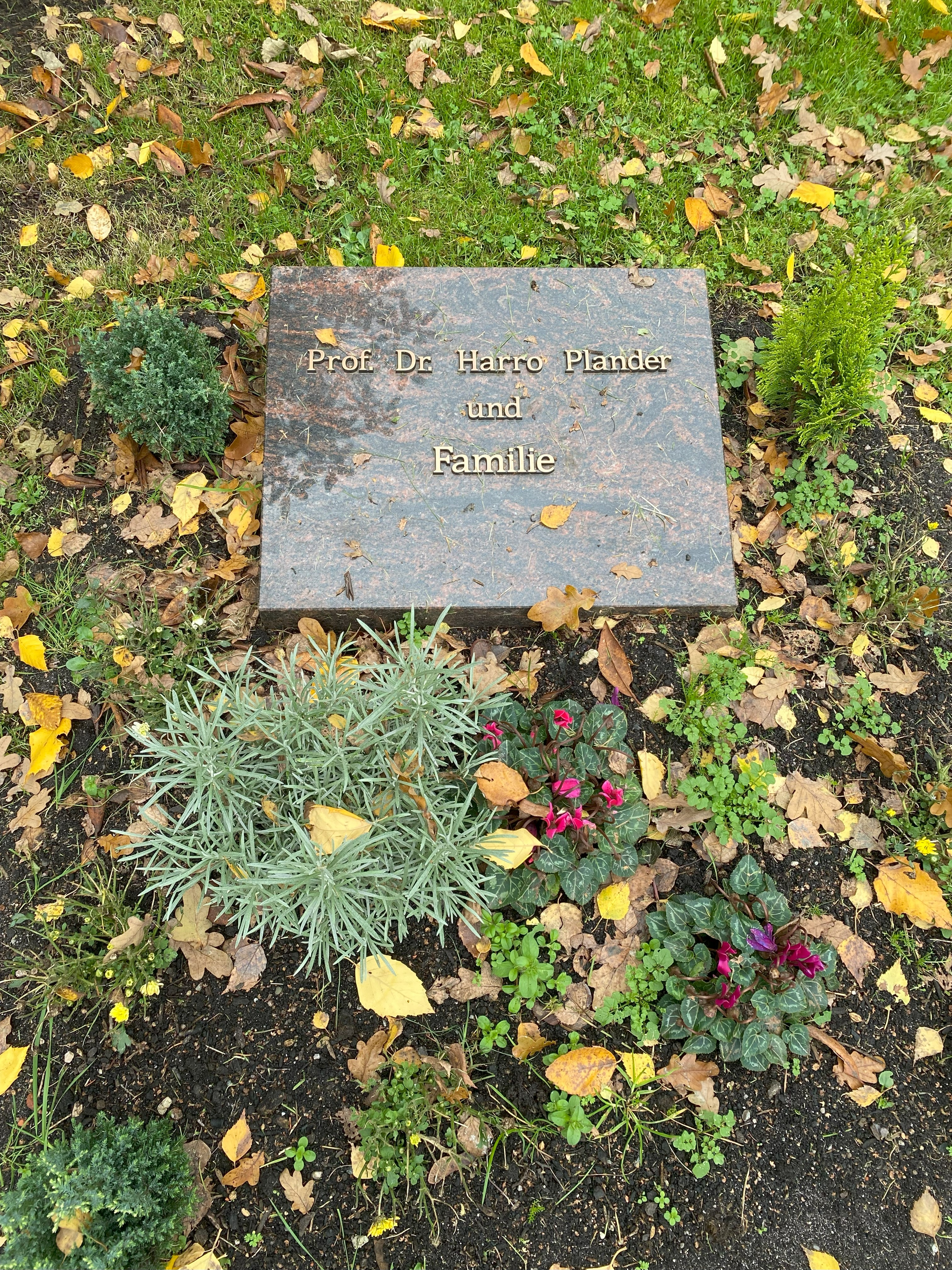
Grabstätte auf dem Friedhof Ohlsdorf

- Geschäfte des Gesellschafter-Geschäftsführers der Einmann-GmbH mit sich selbst. Beiträge zur Interpretation der Paragraphen 181 BGB und zur Frage des Gläubigerschutzes beim Selbstkontrahieren (= Rechtsfragen der Handelsgesellschaften. Band 24). O. Schmidt, Köln 1969, OCLC 1025068652 (zugleich Dissertation, Hamburg 1969).
- mit Karl-Heinz Flechsig und Ludwig Huber: Gesamthochschule, Mittel oder Ersatz für Hochschulreform? Klett, Stuttgart 1975, ISBN 3-12-922540-4.
- mit Wolfgang Hoffmann-Riem: Rechtsfragen der Pressereform. Verfassungsrechtliche und betriebsverfassungsrechtliche Anmerkungen zum Entwurf eines Presserechtsrahmengesetzes (= Materialien zur interdisziplinären Medienforschung. Band 4). Nomos-Verlagsgesellschaft, Baden-Baden 1977, ISBN 3-7890-0222-4.
- Der Betriebsrat als Hüter des zwingenden Rechts. Mit einem Anhang zum Personalvertretungsrecht. Nomos-Verlagsgesellschaft, Baden-Baden 1982, ISBN 3-7890-0759-5.
- Arbeitsplatz Hochschule. Wissenschaftspolitik, Beschäftigung und Personalstruktur im Hochschulbereich  (= GEW-Beiträge zum Wissenschaftsrecht. Band 4). Dreisam-Verlag, Freiburg im Breisgau 1986, ISBN 3-89125-203-X.
- Flucht aus dem Normalarbeitsverhältnis. An den Betriebs- und Personalräten vorbei? Rechtsgutachten für die Hans-Böckler-Stiftung (= Schriften der Hans-Böckler-Stiftung. Band 3). Nomos-Verlagsgesellschaft, Baden-Baden 1990, ISBN 3-7890-1959-3.
- Die beamtenrechtliche Vereinbarungsautonomie. Die Reform der beamtenrechtlichen Beteiligung als Verfassungsproblem (= Schriften der Hans-Böckler-Stiftung. Band 7). Nomos-Verlagsgesellschaft, Baden-Baden 1991, ISBN 3-7890-2416-3.
- Personalvertretungen als Grundrechtshilfe im demokratischen und sozialen Rechtsstaat. Eine rechtswissenschaftliche Studie. Nomos-Verlagsgesellschaft, Baden-Baden 1995, ISBN 3-7890-3801-6.
- Gewerkschaftsbeschäftigte – Arbeitnehmer mit kollektivrechtlichem Sonderstatus?. Lang, Frankfurt am Main/Berlin/Bern/New York/Paris/Wien 1995, ISBN 3-631-49028-3.
- Mitbestimmung in öffentlich-privatrechtlichen Mischkonzernen. Rechtsgutachten erstattet im Auftrag der Hans-Böckler-Stiftung (= Schriften der Hans-Böckler-Stiftung. Band 33). Nomos-Verlagsgesellschaft, Baden-Baden 1998, ISBN 3-7890-5190-X.
- Das Schulpraxiserfordernis für Erziehungswissenschaftler (§ 44 Abs. 3 Satz 1 HRG) im Lichte des Grundgesetzes. Lang, Frankfurt am Main/Berlin/Bern/New York/Paris/Wien 1998, ISBN 3-631-33074-X.
- mit Alexander Witt: Der Fehlerverdacht. Kauf- und ordnungsrechtliche Aspekte der Risikogesellschaft . Lang, Frankfurt am Main/Berlin/Bern/Bruxelles/New York/Oxford/Wien 2001, ISBN 3-631-38123-9.
- Ratgeber Studentenjobs. Arbeitsrecht, Sozialversicherung, Steuern (= DTV. Band 50667). Dt. Taschenbuch-Verl., München 2007, ISBN 3-423-50667-9.